# وارن سميث (فنان إيقاعي)
وارن سميث (بالإنجليزية: Warren Smith)‏ هو عازف جاز أمريكي، ولد في 14 مايو 1934 في شيكاغو في الولايات المتحدة.

## وصلات خارجية
- ارين سميث على موقع ميوزك برينز (الإنجليزية)
- ارين سميث على موقع أول ميوزيك (الإنجليزية)
- ارين سميث على موقع ديسكوغز (الإنجليزية)